# Fritz von Below
Fritz Wilhelm Theodor Karl von Below (Danzig, 23 de septiembre de 1853-Weimar, 23 de noviembre de 1918) fue comandante del Ejército Imperial Alemán durante la Primera Guerra Mundial. En esta contienda también luchó su primo Otto von Below, identificado erróneamente en alguna ocasión como su hermano.
Su primera acción de importancia durante la guerra acaeció en la Segunda Batalla de los Lagos Masurianos (1915), donde dirigió el XXI Ejército. Tras esto reemplazó a Karl von Bülow como comandante del 2.º Ejército, desplegado entonces en el Frente Occidental. Al mando de tres divisiones estacionadas entre Noyon y Gommecourt resistió con éxito los bombardeos de los británicos en el valle del Somme, que trataba de aliviar la presión alemana sobre los franceses en Verdún. A pesar de las demandas de Below, basadas en la información tomada por globos espía, el comandante en jefe del Frente Occidental, Erich von Falkenhayn, supuso erróneamente que los británicos habían abandonado su interés en el Somme y planeaban un nuevo ataque sobre Arrás, por lo que transfirió un gran número de soldados desde el río hacia esta ciudad. Below trató de superar esta desventaja ordenando la construcción de múltiples refugios subterráneos donde poder resistir el masivo bombardeo aliado y parapetarse de cara a la inminente invasión que se esperaba. Ésta llegó el 1 de julio de 1916, que gracias a la previsión de Below pudo ser contenida con éxito, ya que la gran mayoría de las tropas alemanas no habían sido afectadas por el fuego previo. Los británicos, por su parte, sufrieron 57.740 bajas, la peor cifra cosechada en un solo día por sus tropas en toda la Historia.
Sin embargo, Falkenhayn consideró el primer día en el Somme como una derrota, debido a que los franceses habían conseguido avanzar en el otro lado del río hasta Péronne. Por ello, sustituyó a Below como comandante en jefe por el General Grunet y ordenó a este que recobrara todo el terreno perdido. Las tropas alemanas iniciaron así una serie de contraataques con resultados catastróficos, en las que miles de soldados perdieron la vida en un intento por recuperar una porción de terreno ridículamente pequeña. Falkenhayn volvió entonces a apostar por Fritz von Below, al que dio el mando del I Ejército estacionado al sur del Somme. Al mando de éste, Below destruyó la ofensiva del general francés Robert Nivelle en la Segunda Batalla del Aisne (abril de 1917). Fritz von Below escribió entonces un nuevo manual para la infantería, en el que incorporó todo lo que había aprendido en la guerra desde 1914.
El 16 de febrero de 1915 se le concedió la medalla Pour le Mérite por sus acciones en Masuria y el 11 de agosto de 1916 se le otorgó una nueva condecoración por lo realizado en el Somme. Murió en 1918.